# Onychaspidium sexdentatum
Onychaspidium sexdentatum är en tvåvingeart som beskrevs av Günther Enderlein 1911. Onychaspidium sexdentatum ingår i släktet Onychaspidium och familjen fritflugor. Inga underarter finns listade i Catalogue of Life.